# 阿拉米爾
56°42′N 60°50′E / 56.700°N 60.833°E
阿拉米爾（俄语：Арами́ль）是俄羅斯斯維爾德洛夫斯克州的一個城市，位於伊謝季河畔，距葉卡捷琳堡東南15公里。2002年人口15,076人。
1675年建立，1966年建市。